# Bouznika
 (mai 2016).
Si vous disposez d'ouvrages ou d'articles de référence ou si vous connaissez des sites web de qualité traitant du thème abordé ici, merci de compléter l'article en donnant les références utiles à sa vérifiabilité et en les liant à la section « Notes et références ».
 (mai 2016).
Bouznika (en arabe: بوزنيقة, en berbère: ⴱⵓⵣⵏⵉⵇⴰ) est une ville balnéaire marocaine située dans la province de Benslimane, au sein de la région administrative de Casablanca-Settat.

## Étymologie
Le mot « bou » signifie « propriétaire de » , et « znika » signifie « ruelle ».

## Géographie
Bouznika se situe à une vingtaine de kilomètres à l'est de Mohammédia à vol d'oiseau. Elle est bordée par l'Océan Atlantique à son nord.

## Histoire
La ville doit son existence à la casbah située au Nord-Ouest de l’agglomération fondée par Moulay Abderrahmane en 1858 parce qu’elle représente un carrefour d’échange et un point de passage important.
Située entre Casablanca et Rabat, Bouznika est l’une des plus belles plages du royaume. En effet chaque année cette ville paraît dans le classement des plages les plus propres. Son sable fin doré et son étendue (5 km) ont fait sa réputation.

## Économie
La ville de Bouznika ne représentait qu’une halte, un relais pour les automobilistes et pour les autocars il y a quelques décennies. Une position qui a fait de cette petite bourgade un lieu de restauration pour les voyageurs entre Rabat et Casablanca. Réputée pour ses grillades, ses tajines et la qualité de sa viande, la ville de Bouznika a connu un essor économique considérable auquel personne ne la prédestinait voilà quelques années. Réputation culinaire qu’elle garde toujours en dépit du développement  d’autres secteurs économiques. Avec le réaménagement des petits restaurants devenus vétustes, Bouznika a retrouvé sa clientèle et son art culinaire. Mais il est incontestable que Bouznika est devenu  plus qu’un village de restauration. Aujourd’hui, c’est un pôle économique florissant et attractif aux multiples potentialités. Agriculture, industrie de transformation, tourisme, urbanisme et restauration sont des atouts qui destinent la ville de Bouznika à devenir une gigantesque banlieue et pour la capitale et pour la métropole qui absorberait populations, industries et autres activités économiques. Un pôle économique qui décongestionnerait à plusieurs niveaux la pression que connaît le Grand Casablanca et la capitale.

### Agriculture
Sur le plan agricole, la région de Bouznika est par excellence et avant toute activité, un haut lieu ou l’on cultive de la vigne de bonne qualité. À cet effet, un festival annuel du raisin est organisé  par la commune Cherrat que présidait Feu Ahmed Zaidi. Ce Moussem a pour vocation la promotion du secteur des vignes pour lui donner une dimension nationale voire internationale. Le secteur agricole à Bouznika se distingue aussi par la qualité du cheptel, les cultures maraîchères et les coopératives laitières.

### Tourisme

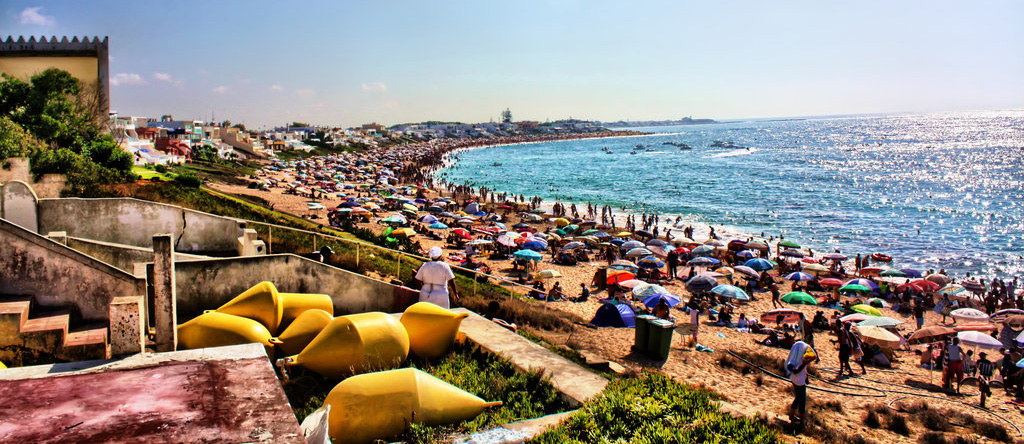

Bouznika reste  pour beaucoup de Marocains un haut lieu d’estivage avec ses belles plages battant le pavillon bleu grâce aux efforts de la Fondation Lalla Hasna pour l’environnement et les conseils locaux et son Complexe Moulay Rachid qui est tout au long de l’année le théâtre de rencontres et de réunions à dimension nationale et internationale. Ces dernières années, le volet divertissement estival a été renforcé par la création d’un grand évènement de divertissement à savoir le Festival diversifié de Bouznayda ou encore le festival Tbourida, événement culturel phare du Royaume animé par des spectacles équestres telles que la fantasia

### Industrie
La nouvelle cité a développé un pôle industriel avec des unités de transformation et un Centre de formation d’une main d’œuvre qualifiée de l’OFPPT. (Office de la Formation Professionnelle et de la Promotion du Travail).
Cependant, cet essor sur le plan économique n’est pas suivi d’un développement administratif. Cette grande cité est toujours considérée comme un arrondissement dépendant de la province de Benslimane alors qu’il a dépassé ce chef lieu en termes d’économie et de développement.

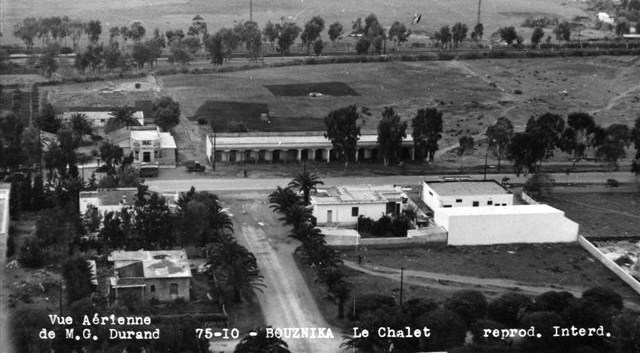

## Urbanisme
En 1912, la construction de la route principale et la voie ferrée reliant Fès au port de Casablanca ont entraîné la croissance de la ville et ont marqué sa structure urbaine principale. Ainsi, des commerçants venus de Tafilalet se sont installés le long de la route principale et ont créé Hay Tafilalet comme quartier résidentiel. Au même moment on voit apparaître Hay N’Bichette.
À la fin des années 1990, Bouznika est passé du statut d’une petite ville à une grande avec l’explosion urbanistique qu’a connue cette petite bourgade. Amicales des fonctionnaires, lotissements privés, installation des gros calibres de l’immobilier dans la région et l’intervention accrue d’Al Omrane ont fait en quelques années de ce petit village une véritable cité. Une extension qui s’est faite dans tous les sens mais essentiellement du côté de la route nationale qui mène de Bouznika à Benslimane et du côté des chemins menant à la plage. Les nouveaux locataires de ces grands complexes résidentiels sont le plus souvent des citoyens exerçant à Casablanca et à Rabat et qui ont trouvé en Bouznika la ville idéale qui n’est qu’à une demi-heure de leur lieu de travail.

## Le Haras national de Bouznika
Le Haras National de Bouznika est un des quatre haras du royaume. Il a été construit en 1994 au cœur d’une Kasbah, sur une superficie de 8 ha. Il a été réaménagé en 2014. 100 nouveaux boxes ont été construits pour accueillir des chevaux pendant la saison de monte et les concours d'élevage.
Caractéristiques générales :

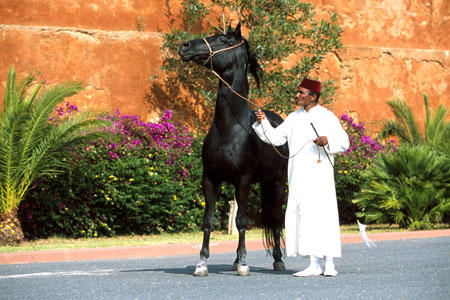

- production de chevaux de courses (Pur-Sang Arabe, Pur-Sang Anglais) et des chevaux Barbes et Arabes-Barbes ;
- 25 étalons ;
- prestations de monte publique, d’hébergement de juments ;
- 3 Stations de monte rattachées.

## Sport
- Complexe Moulay Rachid (centre de loisir - colonie de vacances)
- Golf de Bouznika Bay (9 trous)
- Surf

### Articles connexes

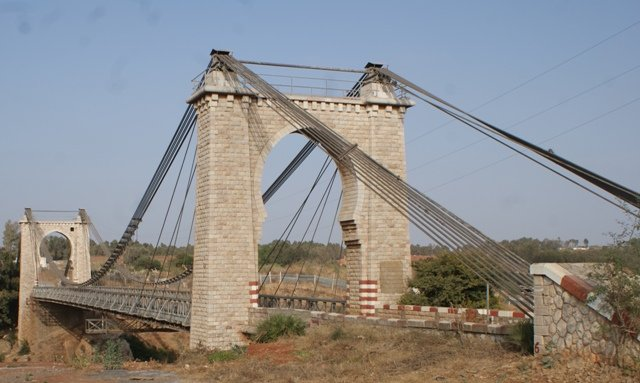